# Ліннт Аудор
Ліннт А́удор (нід. Lynnt Audoor; нар. 13 жовтня 2003) — бельгійський футболіст, півзахисник клубу «Брюгге».

## Клубна кар'єра
Вихованець академії «Брюгге». 20 вересня 2020 року дебютував за резервну команду в матчі Першого дивізіону проти «Льєрса». 16 лютого 2022 року продовжив контракт з клубом до 2025 року.
17 липня 2022 року дебютував за основний склад «Брюгге» в матчі за Суперкубок Бельгії проти «Гента», вийшовши на заміну Ноа Мбамба. 14 серпня в поєдинку проти «Левена» дебютував у Про-лізі. 26 жовтня 2022 року в матчі Ліги чемпіонів УЄФА проти португальського «Порту» дебютував у єврокубках. 25 листопада 2022 року в поєдинку Челленджер Про-ліги проти «Дендера» забив свій перший гол у кар'єрі.
12 липня 2023 року відправився в сезонну оренду в «Кортрейк». 30 липня дебютував за нову команду в матчі Про-ліги проти «Гента», вийшовши на заміну Найєлю Мехссату. Всього за час оренди провів 11 поєдинків.
5 липня 2024 року підписав новий контракт з клубом до літа 2026 року.

## Кар'єра в збірній
Виступав за збірні Бельгії до 16, до 17 і до 19 років.

## Статистика виступів
Станом на 27 липня 2025
| Клуб              | Сезон             | Чемпіонат           | Чемпіонат | Чемпіонат | Кубок | Кубок | Єврокубки | Єврокубки | Інші  | Інші | Всього | Всього |
| Клуб              | Сезон             | Дивізіон            | Матчі     | Голи      | Матчі | Голи  | Матчі     | Голи      | Матчі | Голи | Матчі  | Голи   |
| ----------------- | ----------------- | ------------------- | --------- | --------- | ----- | ----- | --------- | --------- | ----- | ---- | ------ | ------ |
| Клуб НКСТ         | 2020–21           | Перший дивізіон Б   | 17        | 0         | —     | —     | —         | —         | —     | —    | 17     | 0      |
| Клуб НКСТ         | 2022–23           | Челленджер Про-ліга | 7         | 1         | —     | —     | —         | —         | —     | —    | 7      | 1      |
| Клуб НКСТ         | 2024–25           | Челленджер Про-ліга | 20        | 7         | —     | —     | —         | —         | —     | —    | 20     | 7      |
| Всього            | Всього            | Всього              | 44        | 8         | 0     | 0     | 0         | 0         | 0     | 0    | 44     | 8      |
| Брюгге            | 2022–23           | Про-ліга            | 6         | 0         | 1     | 0     | 1         | 0         | 1     | 0    | 9      | 0      |
| Брюгге            | 2025–26           | Про-ліга            | 1         | 0         | 0     | 0     | 0         | 0         | 1     | 0    | 2      | 0      |
| Брюгге            | Всього            | Всього              | 7         | 0         | 1     | 0     | 1         | 0         | 2     | 0    | 11     | 0      |
| → Кортрейк        | 2023–24           | Про-ліга            | 11        | 0         | 0     | 0     | —         | —         | —     | —    | 11     | 0      |
| Всього за кар'єру | Всього за кар'єру | Всього за кар'єру   | 62        | 8         | 1     | 0     | 1         | 0         | 2     | 0    | 66     | 8      |

1. ↑  Матчі в Лізі чемпіонів УЄФА
2. 1 2  Матчі в Суперкубку Бельгії

## Досягнення
«Брюгге»
- Володар Суперкубка Бельгії (2): 2022[8], 2025[9]